# Guantánamo (città)
Guantánamo, scritto anche Guantanamo, è un comune di Cuba, situato nella porzione sud-orientale dell'isola e capoluogo dell'omonima provincia.
La città era in origine abitata da migranti franco-haitiani afflitti dallo scoppio della rivoluzione haitiana e presenta numerose testimonianze dell'influenza coloniale franco-spagnola. Tra i maggiori punti d'interesse vi è la cattedrale di Santa Caterina de Ricci. La città è altresì nota per ospitare una base navale statunitense.
Alla città è inoltre associata l'origine della canzone popolare Guantanamera, composta da Joseíto Fernández negli anni Trenta e resa celebre da Celia Cruz.

## Cultura
Presso il comune si svolge ogni anno nel mese di agosto il Carnevale di Guantánamo, caratterizzato da musica tipica, costumi e carrozze. Durante l'ultima settimana di febbraio si celebra la Settimana della Cultura Guantanamera e Baracoense con manifestazioni artistiche e fiere artigianali. Di particolare rilevanza è anche la Tumba francesa, riconosciuta come patrimonio culturale immateriale dell'umanità.